# Błażów (gmina)
Błażów – dawna gmina wiejska w powiecie samborskim województwa lwowskiego II Rzeczypospolitej. Siedzibą gminy był Błażów.
Gminę utworzono 1 sierpnia 1934 r. w ramach reformy na podstawie ustawy scaleniowej z dotychczasowych gmin wiejskich: Błażów, Czerchawa, Łopuszna, Łukawica, Manasterzec, Sprynia Mała, Sprynia Wielka, Wola Błażowska i Zwór.
Po II wojnie światowej obszar gminy znalazł się w ZSRR.